# Popis nadnevaka za koje je predviđen kraj svijeta

## Prošlost
- 634. pr. Kr. - Mnogi Rimljani su se bojali da će grad biti uništen u 120. godini od svoga osnutka. Prema mitu Romul je objavio mističan broj (12 orlova) koji predstavlja životni vijek Rima. Rimljani su pretpostavljali da svaki orao predstavlja 10 godina.
- 389. - Neki Rimljani su vjerovali da Romulov mističan broj predstavlja broj dana u godini. Zato su predviđali uništenje Rima 365. godine od osnutka grada, tj. 389. po kršćanskom dobu.
- 66. – 70. - Judaistička sekta eseni vidjela je borbu Židova protiv Rimljana u ovim godinama kao konačnu apokaliptičnu bitku.
- 2. stoljeće - Montanisti (osnovani 156.) vjerovali su u drugi Isusov dolazak za vrijeme svojih života.
- 247. - Rimska vlada je drastično pojačala progon kršćana ove godine, pa su mnogi kršćani mislili da je stigao kraj.
- 365. - predviđanje svetog Hilarija
- 375. – 400. - Sveti Martin je držao da se kraj svijeta mora zbiti prije 400. godine. Pisao je: "Nema sumnje da je Antikrist već rođen. Čvrsto utemeljen u svojim ranim godinama, on će nakon postizanja zrelosti doći do vrhovne vlasti. "
- 500. - Za ovu godinu drugi Isusov dolazak predvidjeli su Hipolit Rimski, Sekst Afrikan i Irenej Lionski.
- 6. travnja 793. - Španjolski redovnik sveti Beat predvidio je drugi Isusov dolazak i kraj svijeta za ovaj nadnevak. Sve se trebalo zbiti u gomili ljudi.
- 799. – 806. - prema izračunu svetog Grgura iz Toursa
- 800. - Sekst Afrikan kasnije je predvidio sudnji dan navedene godine.
- 848. - prema predviđanju Thiote
- 992. – 995. - Veliki petak podudara se s blagdanom navještenja, pa neki kršćani vjeruju da će se tada roditi Antikrist i da će se u iduće tri godine zbiti kraj svijeta.
- 1. siječnja 1000. - prema predviđanju pape Silvestra II.
- 1033. - Neki su kršćani predviđali drugi Isusov dolazak na 1000. obljetnicu njegove smrti i uskrsnuća.
- 1184. - Neki su kršćani predviđali Antikristov dolazak za ovu godinu.
- 1186. - Kardinal John od Toleda predvidio je kraj svijeta za ovu godinu, zbog poravnanja mnogih planeta.
- 1260. - Talijanski mistik Gioacchino od Fiore predviđao je da doba Kristovog kraljevanja na Zemlji počinje između 1200. i 1260.
- 1284. - Papa Inocent III. predvidio je kraj svijeta 666 godina od nastanka islama.
- 1290. - prema drugom predviđanju Joachitesa koji je isprva predvidio kraj za 1260.
- 1335. - prema trećem predviđanju Joachitesa
- 1346. – 1351. - Crna smrt diljem Europe interpretirana je kao znak kraja svijeta.
- 1370. - Jean de Roquetaillade predviđa Antikristov dolazak za 1366. i početak Kristova kraljevanja na Zemlji 1368. ili 1370.
- 1378. - Arnaldo iz Villanove predviđa Antikristov dolazak za ovu godinu.
- 1504. - Sandro Botticelli je vjerovao kako on živi u dobu stradanja i kako početak Kristova kraljevanja na Zemlji počinje tri i pol godine nakon 1500.
- 1. veljače 1524. - Astrolozi su predvidjeli veliku poplavu koja će početi u Londonu. Izračun je napravljen prethodnog lipnja.
- 20. veljače 1524. - Johannes Stöffler vidi poravnanje planeta sa sazviježđem riba kao znak kraja svijeta.
- 1525. - Thomas Müntzer za ovu godinu predviđa početak Kristova kraljevanja na Zemlji.
- 1528. - prema drugom predviđanju Johannesa Stöfflera
- 27. svibnja 1528. - prema predviđanju Hansa Huta
- 1533. - Melchior Hoffman predviđa za ovu godinu Isusov drugi dolazak, u Strasbourg. Drži da će se spasiti 144 000 ljudi, a ostali će biti spaljeni.
- 19. listopada 1533. - Matematičar Michael Stifel izračunava da će se kraj svijeta zbiti na ovaj nadnevak u 8 h.
- 5. travnja 1534. - Jan Matthys predviđa za ovaj nadnevak kraj svijeta. Drži da će jedino grad Münster biti pošteđen.
- 1555. - Pierre d'Ailly oko 1400. tvrdi da je prošlo 6 845 godina povijesti čovječanstva, i da će kraj doći u 7000. godini.
- 1585. - U svojoj knjizi Obnova kršćanstva Miguel Serveto piše da je vladavina Vraga svijetom počela 325. na Nicejskom saboru, te da će trajati 1 260 godina.
- 1588. - prema predviđanju Regiomontanusa
- 1600. - Martin Luther predviđa kraj svijeta ne poslije ove godine.
- 1. veljače 1624. - Neki astrolozi koji su predvidjeli kraj svijeta za 1. veljače 1524. preračunavaju nadnevak u onaj 100 godina poslije, nakon što se prvo predviđanje nije ostvarilo.
- 1648. - Sabbatai Zevi, rabin iz Smyrne u Turskoj, koristeći kabalu predvidio je dolazak Mesije za ovu godinu.
- 1654. - Fizičar Helisaeus Roeslin predvidio je kraj za ovu godinu zbog nove iz 1572.
- 1656. - Neki kršćani držali su ovu godinu godinom kraja jer je 1656 u Bibliji broj godina između stvaranja svijeta i Velikog potopa.
- 1657. - Peti monarhisti, radikalni kršćani, predviđali su obračun s Antikristom za vrijeme između 1655. i 1657.
- 1658. - Kristofor Kolumbo držao je da je svijet stvoren 5343. p.n.d. te da novo doba obuhvaća posljednjih 7 000 godina. Zbog nepostojanja nulte godine, to znači da kraj dolazi 1658.
- 1660. - Joseph Mede držao je da je Antikrist tu od 456., a da kraj dolazi 1660.
- 1666. - Prema drugom predviđanju Sabbataija Zevija, kraj je trebao doći ove godine. Neki kršćani su isto očekivali zbog biblijske simbolike broja 666.
- 1673. - William Aspinwall, peti monarhist, predviđa početak Kristova kraljevanja Zemljom za ovu godinu.
- 1688. - Matematičar John Napier predvidio je kraj za ovu godinu, gradeći tvrdnju na izračunima iz Otkrivenja.
- 1689. - prema predviđanju proroka Pierrea Jurieua
- 1694. - Anglikanski svećenik John Mason predviđa početak Kristova kraljevanja Zemljom za ovu godinu. Johann Heinrich Alsted predviđa isto. Drugi Isusov dolazak i kraj svijeta za ovu godinu predviđa i Johann Jacob Zimmermann.
- 1697. - Puritanac Cotton Mather predviđa kraj svijeta za ovu godinu. Nakon što se predviđanje pokazuje pogrešnim, mijenja predviđanje još dva puta.
- 1700. - John Napier nakon što se pokazuje da je predviđanje za 1688. bilo pogrešno, predviđa kraj za ovu godinu. Peti monarhist Henry Archer smatra ovu godinu godinom drugog Isusovog dolaska.
- 1700. – 1734. - prema predviđanju kardinala Nikole Kuzanskog
- 1705. – 1708. - Kamizardi predviđaju kraj za 1705, 1706. ili 1708.
- 1716. - prema drugom predviđanju Cottona Mathera
- 5. travnja 1719. - Matematičar Jacob Bernoulli predviđa da će na ovaj nadnevak komet uništiti Zemlju.
- 1736. - prema trećem predviđanju Cottona Mathera
- 16. listopada 1736. - William Whiston predviđa sudar kometa sa Zemljom za ovaj nadnevak.
- 1757. - Emanuel Swedenborg drži da sudnji dan u duhovnom svijetu dolazi ove godine.
- 1780. - Postajanje neba tamnim tijekom dana u Novoj Engleskoj bilo je protumačeno kao znak kraja svijeta. Uzrok događaja je vjerojatno bio kombinacija dima šumskog požara, guste magle i naoblake.
- 1789. - Po jednom predviđanju Pierrea d'Aillya Antikrist dolazi u ovoj godini.
- 1792. – 1794. - prema predviđanju Shakersa
- 1793. – 1795. - Richard Brothers, umirovljeni mornar, izjavio je da će Kristovo kraljevanje Zemljom početi navedene godine. Poslije je bio primljen u azil za lude.
- 19. studenog 1795. - Prema predviđanju Nathaniela Brasseya Halheda motiviranom predviđanjem Richarda Brothersa.
- 1805. - Prezbiterski ministar Christopher Love predviđa uništenje svijeta potresom za ovu godinu. Nakon toga slijedi doba vječnog mira, u kojem će Bog biti poznat svima.
- 1806. - Kokošji poslanici od Leedsa; kokoš je počela nositi jaja na kojima piše: "Krist dolazi. " Poslije se utvrdjelo da je riječ o prijevari. Hoaxter je korozivnom tintom pisao po jajima, rezao ih i umetao natrag u kokoš.
- 25. prosinca 1814. - Joanna Southcott, samozvana 64-godišnja proročica, tvrdjela je da nosi Krista koji će biti rođen na Božić 1814. Na dan svoga predviđanja je umrla, a obdukcijom je utvrđeno da nije bila trudna.
- 1836. - John Wesley, utemeljitelj metodista, predviđa početak Kristova kraljevanja Zemljom za ovu godinu.
- 1843. - Harriet Livermore je za prvu od dviju godina svoga propovijedanja neuspješno predvidio kraj.
- 28. travnja 1843. - Iako to nije bilo službeno tvrđeno od njihovog vodstva, mnogi mileriti vjerovahu da Isus drugi put dolazi ovog nadnevka.
- 31. prosinca 1843. - Mnogi mileriti vjerovahu da Isus drugi put dolazi na samom kraju 1843.
- 21. ožujka 1844. - William Miller predviđa Isusov povratak za ovaj nadnevak.
- 22. listopada 1844. - Nakon neuspjeha, slijedi drugo Millerovo predviđanja. Pravdao se pogrešnim razumijevanjem Pisma. Neuspjeh drugoga predviđanja uzrokuje Veliko razočarenje. Tisuće vjernika, među kojima su i oni koji su se odrekli svoje imovine, vjerovalo je Milleru.
- 1847. - prema drugom predviđanju Harrieta Livermorea
- 7. kolovoza 1847. - George Rapp, osnivač Društva sklada, tvrdio je da će se Isus vratiti za njegova života, čak i kad je umirao 7. kolovoza 1847.
- 1853. – 1856. - Mnogi su vjerovali da je Krimski rat završna bitka.
- 1862. - Škotski svećenik John Cumming držao je da je 1862. 6000. godina od stvaranja svijeta, te da u njoj dolazi kraj.
- 1863. - John Wroe, osnivač Kršćanske izraelitske crkve, predvidio je početak Kristova kraljevanja Zemljom za ovu godinu.
- 1873. - Jonas Wendell objavio je svoje mišljenje 1870. u knjižici Istina sadašnjosti, ili hrana u pravo vrijeme. Bio je uvjeren da će se drugi Isusov dolazak zbiti u 1873.
- 1874. - Kraj je za ovu godinu predvidio Charles Taze Russell, član Pokreta proučavatelja Biblije. Adventisti sedmog dana, novostvoreni od bivših milerita, predviđahu drugi Isusov dolazak za ovu godinu.
- 1878. - prema drugom predviđanju Pokreta proučavatelja Biblije
- 1881. - Janet Ursula Southiel, proročica iz 15. stoljeća, navodno je rekla: "Svijet će kraju doći u 1881. " Knjiga s tim navodom objavljena je 1862. Poslije (1873.) je utvrđeno da je krivotvorina, ali to nije spriječilo neke da vjeruju do kraja. U ovoj godini je kraj i po trećem predviđanju Pokreta proučavatelja Biblije.
- 1890. - Wovoka, osnivač Plesa duhova, 1889. je najavio da Krist počinje kraljevati Zemljom 1890.
- 1892. – 1911. - Piramidolog Charles Piazzi Smyth zaključio je iz svog istraživanja dimenzija Velike piramide u Gizi da Isus drugi put dolazi u ovom razdoblju.
- 1899. - prema pretpostavci C. A. L. Tottena
- 1901. - Katolička apostolska crkva, utemeljena 1831., tvrdjela je da će Isus doći kada posljednji od njenih 12 članova osnivača umre. Posljednji je umro 1901.
- 1908. - prema četvrtom predviđanju Pokreta proučavatelja Biblije
- 1910. - Camille Flammarion predvidio je da će prisustvo Halleyjeva kometa 1910. uništiti život, ali ne i sam planet Zemlju.
- 1914. - Pokret proučavatelja Biblije: "Što se tiče bitke velikog dana, nadnevak njena završetka definitivno je označen u Pismu kao neki u listopadu 1914. To je već u tijeku, početak bitke nadnjeva iz 1874. "
- 1915. - John Chilembwe, pedagog i vođa pobune u Nyasalandu, predviđa početak Kristova kraljevanja Zemljom za ovu godinu.
- 1916. - Pokret proučavatelja Biblije smatra Prvi svjetski rat završnom bitkom.
- 1918. - prema još jednom predviđanju Pokreta proučavatelja Biblije
- 1920. - Prema Pokretu proučavatelja Biblije, kršćanstvo će pasti u zaborav i vladat će niz revolucionarnih vlasti. Bog će uništiti crkve i njihove članove. Vjernici će poginuti od mača i rata, revolucije i bezvlašća. 1920. nestat će sve zemaljske vlade, i doći će do potpunog bezvlašća.
- 1925. - Joseph F. Rutherford, član Pokreta proučavatelja Biblije, predviđa Isusov povratak Izraelcima ove godine.
- 13. veljače 1925. - Margaret Rowen, adventistica sedmog dana, tvrdjela je da joj se ukazao anđeo Gabrijel i kazao joj da će kraj svijeta doći u podne ovog dana.
- 1935. - Wilbur Glenn Voliva tvrdio da da će kraj svijeta biti u rujnu navedene godine.
- 1936. - Herbert W. Armstrong, osnivač Svjetske Božje crkve, tvrdio je da će kraj doći ove godine i da će jedino oni biti spašeni. Nakon što se predviđanje pokazalo pogrešnim, mijenjao ga je još tri puta.
- 1941. - prema jednom predviđanju Jehovinih svjedoka, koji su nastali od Pokreta proučavatelja Biblije
- 1943. - prema drugom predviđanju Herberta W. Armstronga
- 1947. - John Ballou Newbrough, autor knjige Oahspe: Nova Biblija, predviđa za ovu godinu uništenje svih naroda i početak apokaliptičnog bezvlašća.
- 21. prosinca 1954. - Dorothy Martin, vođa kulta NLO-a Bratstvo sedam zraka, tvrdi da će svijet biti uništen strašnom poplavom navedenog dana. Poslije ispada iz skupine i 1956. piše knjigu Kad proročanstvo ne uspije.
- 22. travnja 1959. - Florence Houteff, držeći da je kraj svijeta neizbježan, sa svojim je vijećem započela evangelizaciju diljem SAD-a, Kanade, zapadnih Indija i zapadne Azije. Promidžbena kampanja uključivala je opremanje automobila znakovima na kojima su navodi iz Biblije i sl. Automobili su bili opremani zvučnicima koji su razglašavali evangeličke poruke.
- 4. veljače 1962. - Fizičarka Jeane Dixon smatra poravnanje planeta znakom kraja svijeta ovog nadnevka.
- 1967. - Jim Jones, osnivač Hrama naroda, imao je vizije nuklearnog holokausta u 1967.
- 20. kolovoza 1967. - George Van Tassel predviđa uništenje jugoistočnih SAD-a sovjetskim nuklearnim napadom. Tvrdio je da je dobio kanalizirane poruke od stranca pod nazivom Aštar.
- 1969. - Charles Manson predviđa apokaliptični rasni rat koji treba spriječiti ubojstvom Tate-La Biance u pokušaju donijeti ga.
- 9. kolovoza 1969. - George Williams, osnivač Prvorođenčeve crkve, predviđa Isusov drugi dolazak za ovu godinu.
- 1972. - prema trećem predviđanju Herberta W. Armstronga
- 11. – 21. siječnja 1973. - David Berg, vođa Božje djece, predviđa sudnji dan zbog kometa Kohouteka.
- 1975. - Četvrto i posljednje predviđanje Herberta W. Armstronga. Jehovini svjedoci isto predviđaju kraj za ovu godinu kasnih 1960-tih. Vjerovanje se reafirmira 1974.
- 1977. - prema predviđanjima Johna Wroea i Williama M. Branhama
- 1980. - Leland Jensen 1978. predviđa nuklearnu katastrofu 1980., dva desetljeća sukoba i konačno utemeljenje Kraljevstva Božjeg na Zemlji.
- 1980-ih - Hal Lindsey pozivajući se i na Bibliju kaže da će osamdesete biti posljednje godine. SAD će u njima biti uništene sovjetskim nuklearnim napadom.
- 1981. - Chuck Smith, osnivač Calvary Chapela, tvrdi da će naraštaj rođen 1948. biti posljednji te da kraj dolazi najkasnije 1981.
- 10. ožujka 1982. - prema predviđanjima Johna Gribbina i Stephena Plagemanna (knjiga Jupiterov učinak)
- 21. lipnja 1982. - Benjamin Creme predviđa drugi Isusov dolazak, u Los Angeles.
- 1982. - Pat Robertson predviđa smak svijeta za listopad ili studeni ove godine.
- 2. listopada 1984. - prema novom predviđanju Jehovinih svjedoka
- 1985. - Lester Sumrall predviđa kraj u ovoj godini, piše knjigu Ja sam predvidio za 1985.
- 1987. – 1988. - prema predviđanju Noaha Hutchingsa, predsjednika Jugozapadne radijske crkve
- 29. travnja 1987. - Leland Jensen predviđa kraj zbog Halleyjeva kometa za 29. travnja 1986., pa onda pomiče za godinu kasnije.
- 17. kolovoza 1987. - José Argüelles predviđa kraj, spasit će se i sretno živjeti 144 000 ljudi.
- 1988. - Hal Lindsey predviđa kraj za ovu godinu jer je ona 40 godina (jedan biblijski naraštaj) nakon osnivanja države Izrael. Edgar C. Whisenant piše 88 razloga zašto će kraj svijeta biti 1988. Predviđao je kraj za 11. ili 13. rujna ove godine, pa onda za 3. listopada.
- 30. rujna 1989. - novo predviđanje Edgara C. Whisenanta nakon neuspješnih predviđanja za 1988.
- 23. travnja 1990. - Elizabeth Clare Prophet predviđa početak nuklearnog rata za ovu godinu. Kraj svijeta trebao bi doći 12 godina kasnije. Vodi svoje sljedbenike u skladišta robe i oružja. Nakon kraha predviđanja, dijagnosticirani su joj padavica i Alzheimerova bolest.
- 1991. - Louis Farrakhan, vođa Islamske nacije, tvrdio je da će Zaljevski rat biti konačna bitka.
- 28. rujna 1992. - prema predviđanju Rollena Stewarta
- 28. listopada 1992. - Li Džang Rim, vođa Misije Dami u Seulu. Južnokorejski dužnosnici su poduzeli mjere protiv masovnog samoubojstva, postavljajući 1 500 službenika nadzirati oko 1 000 sljedbenika koji su oduševljeno čekali. Mjere su uglavnom bile uspješne, međutim 4 sljedbenika izvršila su samoubojstvo prethodnih dana.
- 1993. - David Berg je tvrdio da će stradanje početi 1989. i da će drugi Isusov dolazak biti u 1993. godini.
- 2. svibnja 1994. - Neal Chase, vođa Bahá'í divizija, predvidio je uništenje New Yorka nuklearnom bombom 23. ožujka 1994. i završnu bitku 40 dana kasnije.
- 1994. - Harold Camping predviđa kraj za 6. rujna 1994., pa onda za 29. rujna pa za 2. listopada.
- 31. ožujka 1995. - prema četvrtom Campingovom predviđanju i posljednjem prije 2011.
- 17. prosinca 1996. - Kalifornijski psihički bolesnik Sheldon Nidle predvidio je kraj za ovaj nadnevak. Trebalo je doći 16 000 000 svemirskih brodova u kojima bi anđeli posjetili Zemlju.
- 26. ožujka 1997. - Marshall Applewhite, vođa Kulta rajske kapije, predvidio je za ovaj nadnevak kraj svijeta. mislio je da je jedini način za spasenje samoubojstvo pa su se on i 38 njegovih sljedbenika ubili.
- 23. listopada 1997. - James Ussher, nadbiskup iz 17. stoljeća, izračunao je da kraj svijeta dolazi na ovaj nadnevak, 6 000 godina od stvaranja.
- 31. ožujka 1998. - Hon-Ming Čen, vođa tajvanske Crkve Božjeg spasenja, tvrdio je da je Bog došao na Zemlju u letećem tanjuru u 10 h. Bog bi trebao imati isti fizički izgled kao Čen, te se pojaviti na jednom televizijskom kanalu 25. ožujka. Čen je odlučio temeljiti svoj kult u Garlandu (Teksas), jer mu se to učinilo "Božjom zemljom. "
- 1999. - Za ovu godinu kraj su predviđali neki adventisti sedmog dana. Jezikoslovac Charles Berlitz također je očekivao kraj ove godine: nuklearno uništenje, udar asteroida, izmjenu polova i druge promjene na Zemlji. Prema Nostradamusovom predviđanju, kralj terora doći će s neba nakon sedam mjeseci 1999. godine.
- 18. kolovoza 1999. - prema predviđanju Nevjerojatnog Criswella
- 31. prosinca 1999. - Hon-Ming Čen predvidio je nuklearno uništenje Europe i Azije između 1. i 31. prosinca 1999.
- prije 2000. - Hal Lindsey, nakon neuspješnih predviđanja za osamdesete, 1994. u knjizi Planet Zemlja 2000. A.D. tvrdi da kršćana ne će više biti na svijetu te godine. James Gordon Lindsay predviđao je da će stradanje početi prije 2000. Texe Marrs tvrdio je da će kraj doći pred 2000. godinu. Timothy Dwight IV., predsjednik Sveučilišta u Jaleu, predvidio je početak Kristova kraljevanja Zemljom za 2000.
- 2000. - Peter Olivi, teolog iz 13. stoljeća, predviđa Antikristov dolazak između 1300. i 1340., te Posljednji sud oko 2000. Helena Blavatski, utemeljiteljica teozofije, predviđa kraj za ovu godinu. Isaac Newton u knjizi Primjendbe na Danijelova i proročanstva iz Otkrivenja sv. Ivana tvrdi da Kristovo kraljevanje Zemljom počinje 2000. Ruth Montgomery predviđa da će se Zemljina os prebaciti i da će se Antikrist obznaniti. Edgar Cayce predviđa drugi Isusov dolazak za ovu godinu. Sun Mjung Mun, osnivač Crkve unifikacije, tvrdi da će se Kraljevstvo Raja utemeljiti ove godine. Ed Dobson predviđa kraj u knjizi Kraj: Zašto će se Isus vratiti u 2000. A.D.? Lester Sumrall čini isto u knjizi Ja sam predvidio za 2000. Jonathan Edwards, propovjednik iz 18. stoljeća, predviđa početak Kristove tisućljetne vladavine za ovu godinu.
- 1. siječnja 2000. - Svijet je plašio sudar više računala. Kvar bi imao katastrofalne posljedice te bi društvo prestalo s radom i funkcioniranjem. Uganđani Credonia Mwerinde i Joseph Kibweteere držali su da kraj dolazi ovog nadnevka pa je 778 sljedbenika stradalo u razornom požaru i nizu otrovanja i ubojstava koja su činjena poradi vjerovanja kako dolazi kraj. Jerry Falwell je isto predviđao kraj za ovaj nadnevak. Tim LaHaye i Jerry B. Jenkins predviđali su zbog kvara računala globalni gospodarski kaos koji će Antikrist iskoristiti za pridobivanje moći.
- 6. travnja 2000. - James Harmston, vođa Istinske i žive crkve Isusa Krista od svetaca posljednjih dana, predvidio je drugi Isusov dolazak za ovaj nadnevak.
- 5. svibnja 2000. - Nuvaubijanisti predviđali su kraj povlačenjem planeta prema Suncu ("holokaust zvijezda").
- 9. listopada 2000. - prema predviđanju Granta Jeffreya
- 2001. - prema predviđanju Tinete Muhameda, kolumnista Islamske nacije
- 2003. - Nancy Lieder je za svibanj ove godine predvidjela sudar s Nibiruom. Izvanzemaljci iz zviježđa Zeta Reticuli preko implanata u ljudskim mozgovima ući će u Sunčev sustav i uzrokovati pomak polova koji će uništiti većinu čovječanstva.
- 29. studenog 2003. - Aum Šinrikjo predviđa uništenje svijeta nuklearnim ratom između 30. listopada i 29. studenog 2003.
- 29. travnja 2007. - Pat Robertson u knjizi Novo tisućljeće predviđa uništenje Zemlje za ovaj nadnevak.
- 10. rujna 2008. - Neki su tvrdjeli da će pokus aktivacije Velikog hadronskog sudarača dovesti do kraja svijeta kroz proizvodnju crnih rupa i sl. Slična su mišljenja bila i 30. ožujka 2010., kada je sudarač imao maksimalnu energiju.
- 2010. - prema predviđanjima Hermetičkog reda zlatne zore
- 21. svibnja 2011. - Harold Camping predviđa uništenje Zemlje potresima. Bog će poslati oko 3% svjetskog stanovništva u raj, a kraj svijeta dolazi 5 mjeseci kasnije 21. listopada.
- kolovoz-listopad 2011. - uzrok predviđanja komet Elenin
- 29. rujna 2011. - Ronald Weinland predviđa Isusov drugi dolazak za ovaj nadnevak. Tvrdi da su nuklearne eksplozije u lukama SAD-a u srpnju 2008. druga trublja. Kasnije mijenja nadnevak u 27. svibnja 2012.
- 21. listopada 2011. - prema još jednom predviđanju Harolda Campinga
- 27. svibnja 2012. - Ronald Weinland je predvidio drugi Isusov dolazak za ovaj nadnevak. Tvrdio je da će prethoditi katastrofalni apokaliptični događaji.
- 30. lipnja 2012. - José Luis de Jesús predvidio je za ovaj dan propast vlasti i gospodarstva, te transformaciju sebe i svojih sljedbenika koja će im omogućiti letjeti i prolaziti kroz zidove.
- 20. – 23. (obično 21. prosinca 2012.) - Bili su predviđeni razni scenariji kraja svijeta koji uključuju poravnanje zviježđa, predviđanja temeljena na srednjoameričkom kalendaru dugog brojenja, slabljenje Zemljinog magnetskog polja, sudar s Nibiruom ili nekim drugim objektom, napade izvanzemaljaca i uništenje Zemlje od strane supernove.
  - pogledaj: fenomen 2012. godine

## Budućnost
- 2018. – 2028. - F. Kenton Beshore temelji svoja predviđanja na pogrešnom predviđanju Hay Lindsey da će do kraja svijeta doći nakon jednog biblijskog naraštaja od stvaranja Izraela, 1988. Beshore tvrdi kako biblijski naraštaj zapravo traje 70-80 godina i da to dovodi do zaključka da kraj svijeta treba nastupiti između 2018. i 2028.
- 2020. – 2037. - Fizičarka Jeane Dixon tvrdjela je da će se Isus vratiti 2020. i u idućih 17 godina poraziti antikrista, Sotonu i lažne proroke. Prije ovog predviđanja, Dixon je predvidjela da će se kraj svijeta zbiti 4. veljače 1962.
- 2060. - Isaac Newton je na temelju navoda iz Biblije zaključio da će se kraj svijeta dogoditi navedene godine.
- 2129. - po predviđanju islamskog bogoslova Saida Nursîja.
- 2240. - Prema navodima iz Talmuda neki pravoslavni judaisti predviđaju da bi Mesija trebao doći 6 000 godina nakon stvaranja Adama, a svijet bi trebao biti uništen 1 000 godina kasnije. Početak razdoblja pustoši bio bi 2240., a kraj 3240.
- 2280. - Rašad Kalifa na temelju navoda iz Kurana zaključuje da će se kraj svijeta dogoditi navedene godine.
- 3797. - U svom predgovoru, Nostradamus piše kako njegova proročanstva završavaju ove godine. Neki zaključuju da to znači da je to godina kraja svijeta.
- za oko 500 000 000 godina - James Kasting predviđa da će razina ugljičnog dioksida pasti i da se na Zemlji više ne će moći živjeti.
- za otprilike 5 000 000 000 godina - U ovom trenutku razvoja prema predviđanjima znanstvenika Sunce bi trebalo prestati postojati (zvijezde nisu vječne), tj. nabubriti u crvenog diva i progutati Merkur, Veneru te manje vjerojatno Zemlju. Od strane znanstvene zajednice široko su prihvaćene ove tvrdnje. Međutim, kako Sunce postupno postaje toplije, Zemlja bi mogla postati prevruća za život u samo 1 000 000 000 godina.
- 10 na stotu godina - Prema predviđanjima nekih znanstvenika doći će do toplinske smrti što će biti konačan kraj svemira. Svemir će biti bez slobodne termodinamičke energije i više ne će moći postojati.